# Блоцкий, Владимир Николаевич
Влади́мир Никола́евич Бло́цкий (род. 10 ноября 1977, Клин, Московская область) — депутат Государственной Думы Федерального Собрания Российской Федерации VII и VIII созывов от партии «КПРФ». Заместитель председателя комитета Государственной Думы по аграрным вопросам.
Входит в состав Совета по вопросам агропромышленного комплекса и природопользования при Совете Федерации Федеральное Собрания Российской Федерации.
Из-за вторжения России на Украину, находится под международными санкциями Евросоюза, США, Великобритании и ряда других стран

## Биография
В 2000 году с отличием окончил Московскую государственную юридическую академию.
Кандидат юридических наук. Защитил кандидатскую диссертацию в Московской гуманитарно-социальной академии на тему «Конституционное обеспечение права человека на неприкосновенность частной жизни в Российской Федерации». Автор ряда научных статей по корпоративному праву.
С 2001 года работал на различных должностях, в том числе руководящих, в компаниях российского рыбопромышленного комплекса.
Член Комиссии по правам человека Ассоциации юристов России.
Работал в экспертном совете Комитета Государственной Думы Федерального Собрания Российской Федерации шестого созыва по природным ресурсам, природопользованию и экологии.
На выборах 18 сентября 2016 года Блоцкий Владимир Николаевич был избран депутатом Государственной Думы VII созыва в составе федерального списка кандидатов. Член комитета Госдумы РФ по природным ресурсам, собственности и земельным отношениям, переизбран на выборах в госдуму 2021 года.
Женат, воспитывает сына и дочь.
По данным «Новой газеты» пытался получить вид на жительство в Венгрии в обмен на инвестиции.
По итогам 2021 года стал самым богатым депутатом с доходом 3,52 млрд руб.
Написал заявление о сложении полномочий депутата Госдумы по собственному желанию. 13 декабря 2023 года ЦИК передал мандат Блоцкого Владиславу Егорову.

## Законотворческая деятельность
С 2016 по 2019 год, в течение исполнения полномочий депутата Государственной Думы VII созыва, выступил соавтором 36 законодательных инициатив и поправок к проектам федеральных законов.

## Доходы
Доход Владимира Блоцкого за 2017 год составил 200 миллионов рублей. За 2021 год доход уже составил 3,52 млрд.рублей, а у его жены 3,79 млн.рублей. По данным декларации у него в собственности находится 22 объекта недвижимости, в том числе дом в Великобритании площадью 312 м².

## Санкции
24 февраля 2022 года, на фоне вторжения России на Украину, включён в санкционный список Евросоюза, так как «поддерживал и проводил действия и политику, которые подрывают территориальную целостность, суверенитет и независимость Украины, которые ещё больше дестабилизируют Украину».
24 марта 2022 года, на фоне вторжения России на Украину, включен в санкционный список США за «соучастие в войне Путина» и «поддержку усилий Кремля по вторжению в Украину», Госдеп США заявил что депутаты Госдумы используют свои полномочия для преследования инакомыслящих и политических оппонентов, нарушают свободу информации, ограничивают права человека и основные свободы граждан России.
Позднее, по аналогичным основаниям, включён в санкционные списки Великобритании, Канады, Швейцарии, Австралии, Японии, Украины и Новой Зеландии.